# Johann Christoph Zimmermann (Verleger)
Johann Christoph Zimmermann (* 1. Januar 1668 in Breitenbrunn/Erzgeb.; † 18. August 1727 in Dresden) war ein deutscher Buchhändler und Verleger.

## Leben und Wirken
Zimmermann stammte aus dem sächsischen Erzgebirge. 1695 ließ er sich als Buchhändler in der Residenzstadt Dresden nieder und wurde Bürger der Stadt. Unter der Regierung von August dem Starken entwickelte er sich auch zu einem bekannten Verleger. 1720 schloss er sich mit Johann Nikolaus Gerlach zusammen. Nach seinem Tod firmierte der Verlag als Zimmermanns Erben und Gerlach.
Er wurde am Abend des 20. August 1727 in aller Stille aus dem Annenfriedhof in Dresden beigesetzt. Die Trauerfeier mit Leichenpredigt fand am 1. September 1727 in der Sophienkirche statt. 